# Pseudodinia angustata
Pseudodinia angustata är en tvåvingeart som beskrevs av Barber 1985. Pseudodinia angustata ingår i släktet Pseudodinia och familjen markflugor.
Artens utbredningsområde är Arizona. Inga underarter finns listade i Catalogue of Life.